# Queen City (Texas)
Queen City es una ciudad ubicada en el condado de Cass en el estado estadounidense de Texas. En el Censo de 2010 tenía una población de 1476 habitantes y una densidad poblacional de 159,95 personas por km².

## Geografía
Queen City se encuentra ubicada en las coordenadas 33°9′1″N 94°9′12″O / 33.15028, -94.15333. Según la Oficina del Censo de los Estados Unidos, Queen City tiene una superficie total de 9.23 km², de la cual 9.18 km² corresponden a tierra firme y (0.56%) 0.05 km² es agua.

## Demografía
Según el censo de 2010, había 1476 personas residiendo en Queen City. La densidad de población era de 159,95 hab./km². De los 1476 habitantes, Queen City estaba compuesto por el 78.73% blancos, el 18.22% eran afroamericanos, el 0.2% eran amerindios, el 0.2% eran asiáticos, el 0% eran isleños del Pacífico, el 0.88% eran de otras razas y el 1.76% pertenecían a dos o más razas. Del total de la población el 1.96% eran hispanos o latinos de cualquier raza.